# Miika Tenkula
Miika Tenkula (ur. 6 marca 1974 w Oulu, zm. 19 lutego 2009 w Muhos) – fiński muzyk.
Był założycielem fińskiego heavymetalowego zespołu Sentenced, od 1989 do 2005 gitarzystą, do 1992 także wokalistą zespołu. W Sentenced zajmował się głównie komponowaniem. Mieszkał w Oulu. Przyczyną jego śmierci była genetyczna choroba serca.